# Aplopsora qualeae
Aplopsora qualeae är en svampart som beskrevs av Buriticá & J.F. Hennen 1998. Aplopsora qualeae ingår i släktet Aplopsora och familjen Chaconiaceae.   Inga underarter finns listade i Catalogue of Life.